# Gremilly
Gremilly ist eine französische Gemeinde mit 44 Einwohnern (Stand: 1. Januar 2022) im Département Meuse in der Region Grand Est (bis 2015 Lothringen). Sie gehört zum Arrondissement Verdun und zum Kanton Montmédy. 

## Geografie
Gremilly liegt etwa 23 Kilometer nordnordöstlich von Verdun. Umgeben wird Gremilly von den Nachbargemeinden Azannes-et-Soumazannes im Westen und Norden, Billy-sous-Mangiennes im Norden und Nordosten, Loison im Nordosten und Osten, Gincrey im Osten und Südosten, Maucourt-sur-Orne im Süden sowie Ornes im Süden und Südwesten.

## Bevölkerungsentwicklung
| Jahr                       | 1962 | 1968 | 1975 | 1982 | 1990 | 1999 | 2006 | 2011 | 2019 |
| Einwohner                  | 45   | 39   | 36   | 24   | 27   | 31   | 25   | 25   | 39   |
| Quellen: Cassini und INSEE |      |      |      |      |      |      |      |      |      |

## Sehenswürdigkeiten
- Kirche Notre-Dame-de-l'Assomption aus dem 18. Jahrhundert

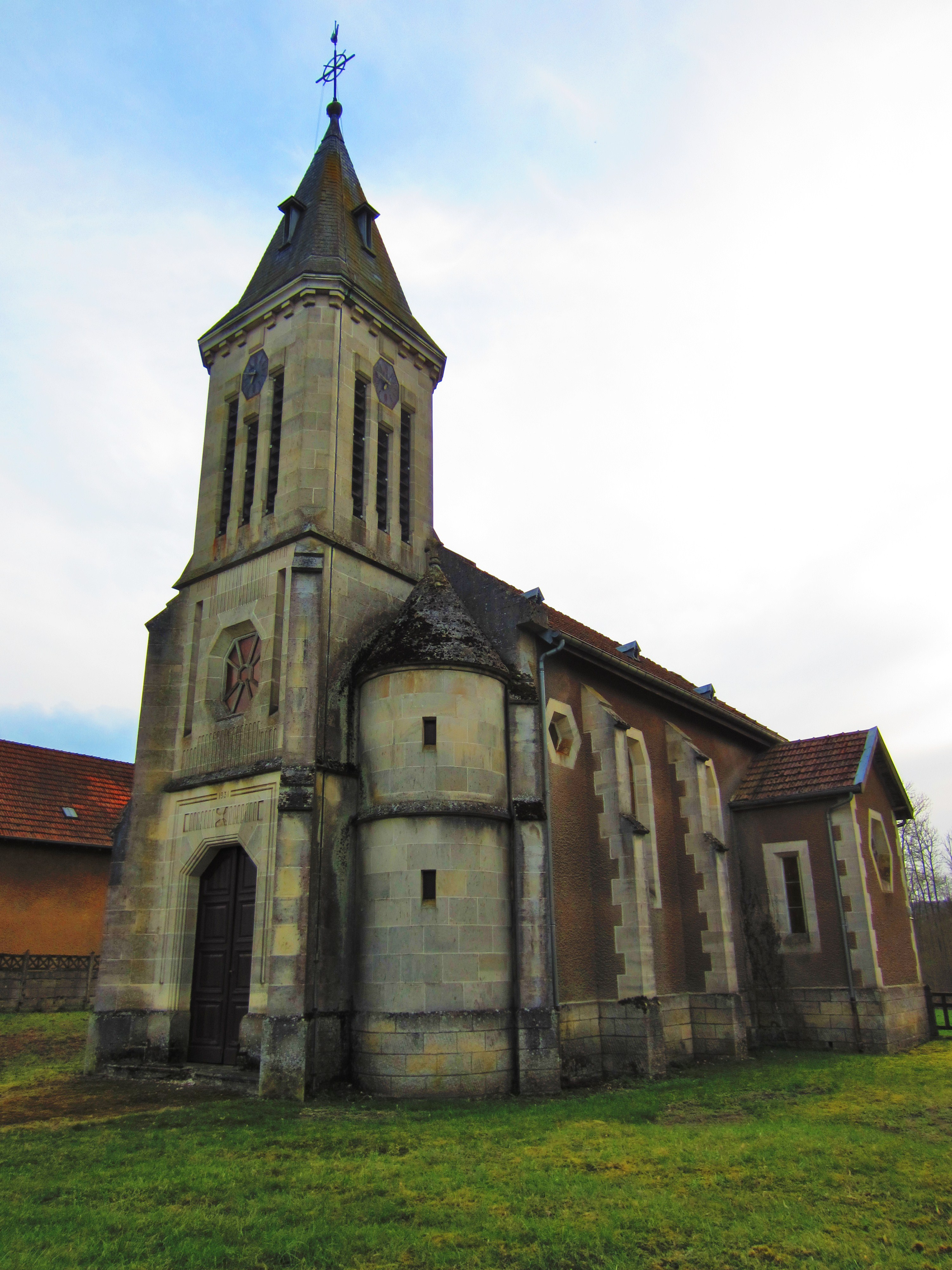
Kirche Notre-Dame-de-l'Assomption